# Когалы (Жетысайский район)
Когалы (каз. Қоғалы) — село в Жетысайском районе Туркестанской области Казахстана. Входит в состав Атамекенского сельского округа. Код КАТО — 514465700.

## Население
В 1999 году население села составляло 990 человек (498 мужчин и 492 женщины). По данным переписи 2009 года, в селе проживало 1247 человек (668 мужчин и 579 женщин).